# سعاد رزوق
سعاد رزوق (29 ديسمبر 1973 وجدة، المغرب) سياسية فرنسية بلجيكية من أصول مغربية من عائلة مغربية فرنسية الجنسية وهي عضو في برلمان العاصمة البلجيكية بروكسل. مساعدة اجتماعية ، نائبة عن الحركة الإصلاحية منذ 2004 حتى 2009.

## وصلات خارجية
- موقع سعاد رزوق نسخة محفوظة 24 يونيو 2013 على موقع واي باك مشين.